# Jiddu Krishnamurti
Jiddu Krishnamurti (Telugu jezik జిడ్డు కృష్ణ మూర్తి) (Madanapalle, 12. svibnja 1895. – Ojai, 17. veljače 1986.) je bio poznati indijski filozof i pisac. Govorio je o duhovnosti, meditaciji, ljudskim odnosima i pozitivnoj promjeni u globalnom društvu. 

## Životopis
Krishnamurti je rođen 1895. godine u brahmanskoj porodici u Madanapalleu, u Indiji, u kojoj se hranilo isključivo vegetarijanski. Otac mu je bio činovnik britanske kolonijalne uprave i član Teozofskog društva. Njegovi roditelji su imali jedanaestoro dece, od kojih je samo šest preživjelo djetinjstvo. On je bio slabo, boležljivo i „sanjareće“ dijete, koje su učitelji i otac redovito tukli, držeći ga umno poremećenim. Kao dijete imao je neuobičajena iskustva, „videći“ sestru nakon njene smrti, kao i majku, koja je umrla kada mu je bilo deset godina. 
1909. u četrnaestoj godini je sreo Charlesa Webstera Leadbeatera na plaži ispred sjedišta Teozofskog društva u Adjaru, Indija. Od tada ga podižu Annie Besant i Leadbeater, predvodnici Teozofskog društva, koji su vjerovali da je on „vozilo“ za očekivanog „Svjetskog učitelja“. S 34 godine je stekao slavu i status mesije, kada ga je Teozofsko društvo proglasilo inkarnacijom Maitreye Bude. Kasnije se usprotivio ovoj ideji, i raspustio međunarodnu organizaciju, Red zvijezde, osnovanu da je podrži. Ostatak života proveo je objavljujući knjige i držeći govore širom Indije, Europe i SAD-a. Velik broj njegovih govora je objavljen. S devedeset godina je govorio u UN-u o miru i svjesnosti. Nagrađen je mirovnom medaljom UN 1984. godine. Posljednji govor održao je u Madrasu, u Indiji, u siječnju 1986., mjesec dana prije smrti u svom domu, u Ojai, u Kaliforniji. Njegovi pristaše, putem organizacija u Indiji, Engleskoj i SAD-u, okupljenih oko njegovog učenja, i dalje, na raznim jezicima širom svijeta objavljuju njegove mnogobrojne knjige i govore.

## Izbor iz bibliografije
- Komentari o životu (Commentaries on Living, I–III, 1956. – 60.)
- Hitnost promjene (The Urgency of Change, 1970.)
- Život u slobodi (Life in Freedom, 1986.)
- Prva i posljednja sloboda (The First and Last Freedom)
- Jedina revolucija (The Only Revolution)
- Krishnamurtijeva bilježnica (Krishnamurti's Notebook)

## Vanjske poveznice
- J. Krishnamurti, Jedina Revolucija  Arhivirana inačica izvorne stranice od 24. lipnja 2013. (Wayback Machine) (srpski)
- J. Krishnamurti, Duh i Sloboda (scribd) (srpski)
- www.jkrishnamurti.org službene stranice (engleski)
- Krishnamurti Centre (engleski)